# Valganciclovir
Valganciclovir ist ein Virostatikum aus der Gruppe der Nucleosidanaloga. Es ist der L-Valinylester von Ganciclovir und fungiert als Resorptionsester: während Ganciclovir infudiert werden muss, wird Valganciclovir nach peroraler Verabreichung gut resorbiert und verfügt über eine hohe Bioverfügbarkeit. Nach Resorption wird Valganciclovir im Körper zu dem eigentlich wirksamen Ganciclovir umgewandelt. Valganciclovir wird als Hydrochlorid als Arzneistoff im Medikament Valcyte® (Roche) zur Behandlung der Cytomegalievirusretinitis bei AIDS-Patienten verwendet.
Valganciclovir weist als Prodrug des Ganciclovir die gleichen Wirkungen und Nebenwirkungen wie dieses auf. Es sind dies z. T. lebensbedrohliche Störungen. Es wird über Neutropenie bis hin zur Agranulozytose, Anämie, Thrombozytopenie, Durchfall, Erbrechen, Bauchschmerzen, Kopfschmerz, Neuropathien und Leberzellschäden im Zusammenhang mit der Einnahme von Valganciclovir berichtet. Es soll daher nur bei lebens- oder augenlichtbedrohenden Infektionen angewendet werden.

## Stereoisomerie
Valganciclovir enthält zwei Stereozentren. Prinzipiell gibt es also vier Stereoisomere. Das Stereozentrum am Valinrest ist einheitlich (S)-konfiguriert. Somit schränkt sich die Zahl der Stereoisomere auf zwei ein. Diese beiden Stereoisomere sind Diastereomere mit verschiedenen chemischen, physikalischen und physiologischen Eigenschaften. Die Handelspräparate enthalten den Arzneistoff als Diastereomerengemisch.

## Handelsnamen
Valganciclovir ist in Deutschland, Österreich und der Schweiz unter dem Namen Valcyte im Handel erhältlich.